# Ronald Rivero
Pour les articles homonymes, voir Rivero.
Ronald Rivero est un joueur bolivien de football international né le 29 janvier 1980 à Santa Cruz de la Sierra en Bolivie.